# A Comarca
A Comarca foi um jornal impresso que circulou na cidade de Araçatuba. Segundo jornal a existir no município foi fundado em 2 de agosto de 1924. Era publicado inicialmente semanalmente num formato tipo tabloide de quatro páginas.

## Histórico
Naquela época havia intensa disputa pela posse de terras no vale do rio Aguapeí por dois grupos políticos. Manoel Ferreira Damião era um português que comandava o jornal A Comarca. Inicialmente Damião pertencia ao grupo opositor de Manoel Bento da Cruz, então prefeito
de Bauru e chefe político de Penápolis, todavia pouco tempo depois mudou de lado passando a colaborar com Cruz. Nessa época houve uma tentativa de compra pela parte de Cruz do jornal O Araçatuba, todavia improdutiva, o que gerou como alternativa publicar no jornal concorrente de Damião.
Defendia os interesses do Partido Republicano Paulista, liderado regionalmente por Cruz.
Teve participação na implantação da Santa Casa de Misericórdia de Araçatuba; na criação da Associação Comercial de Araçatuba (ACIA); na construção de rodovia ligando Bauru ao Mato Grosso do Sul; criação da Guarda Municipal. A partir de 1945 denunciou as praticas ocorridas em feiras livres, onde melhores produtos eram destinados as elites.